# استان اوئانکاولیکا
استان اوئانکاولیکا (به اسپانیایی: Provincia de Huancavelica) یک استان در پرو است که در منطقه اوئانکاولیکا واقع شده‌است. استان اوئانکاولیکا ۴٬۲۱۵٫۵۶ کیلومتر مربع مساحت و ۱۱۵٬۰۵۴ نفر جمعیت دارد.